# 김현민 (축구인)
김현민(한국 한자: 金鉉敏, 1970년 4월 9일 ~ )은 대한민국의 전 축구 선수이며 포지션은 공격수였다. 현재 중국 슈퍼리그 상하이 뤼디 선화의 코치를 맡고 있다.